# Sympatheia
A sympatheia ógörög eredetű szó, jelentése együttérzés, együttszenvedés. A sympatheia a sztoikus filozófia fontos terminusa a koherenciára, amely a kozmikus stabilitást biztosítja. Több antik természettudós, filozófus használja, például Krüszipposz (Kr. e. 280-206), Cicero (tükörfordítással élve „consensus”-ként említi), Manilius az Astronomica című művében, idősebb Plinius Természettudományában, és az újplatonikus Plótinosnál is előfordul.
- Lásd még Szimpátiatan